# 標題表
標題表是圖書編目學的一個名詞。
標題是主題標目（Subject heading）的簡稱，屬於主題編目的一環。編目人員會根據圖書資訊主題的相關特性，解析其內容，使用一字、一詞，或一個名詞片語當作主題概念的呈現，並且將概念標示進行以字順進行排列，同時，又以參照的方式，來表達出概念之間的相互關係。藉著詞彙控制，可以使主題與概念間建立起一對一之對應關係，而能夠達到依照主題來集中文獻之目的，同時亦可作為資料查詢的重點。另外，因為每本書所討論的主題範圍可能不只一個，所以每本書的標題通常也不只一個。
標題表是將標題與其參照的關係依照字母或筆畫順序排列而成，主要的功用在於能夠幫助讀者自圖書館目錄中，查到關於某一主題的各種類型的館藏，其中包括：中、西文圖書與期刊、善本圖書、地圖、視聽資料等。而另外一方面，如果設計開始時，就已經要將標題表用於分析文獻主題，那標題表就能作為資料庫系統控制詞彙的檢索工具。例如：美國國家醫學圖書館所編纂的醫學標題表(medical subject headings，簡稱MeSH)，除了用在該館館藏資料的主題編目外，還可以作為醫學期刊論文主題分析之工具。